# Nicolai Gedda
Nicolai Harry Gustav Gedda (Estocolmo, 11 de julho de 1925 - Tolochenaz, Suíça, 8 de janeiro de 2017) foi um tenor sueco, famoso cantor de ópera e recitais. Conhecido pela sua beleza de tom, controle vocal e percepção musical, fez cerca de duzentas gravações.

## Biografia
Gedda nasceu em Estocolmo de mãe alemã e pai de origem russa, e faleceu em Tolochenaz, Suíça. Gedda foi criado por sua tia Olga Gedda e seu pai adotivo Mikhail Ustinoff (um parente distante do ator Peter Ustinov), que cantou em coro baixo e cantor numa igreja ortodoxa russa. Gedda cresceu bilíngue em sueco e russo. De 1929 a 1934, viveu em Leipzig, onde aprendeu alemão. Voltou com a família para a Suécia depois que Hitler chegou ao poder; na escola, aprendeu inglês, francês e latim. Depois de deixar a escola aprendeu italiano.
Gedda começou sua carreira profissional como caixa de um banco, em Estocolmo. Um dia disse a um cliente que estava à procura de um professor de canto e recomendou-lhe Carl Martin Öhman, um tenor wagneriano conhecido na década de 1920, que também é creditado com a descoberta de um dos tenores famosos do mundo, Jussi Björling.